# Trn (Laktaši)
Pour les articles homonymes, voir Trn.
Trn (en serbe cyrillique : Трн) est une localité de Bosnie-Herzégovine. Elle est située dans la municipalité de Laktaši et dans la république serbe de Bosnie. Selon les premiers résultats du recensement bosnien de 2013, elle compte 6 023 habitants.

## Démographie

### Évolution historique de la population dans la localité
| 1948 | 1953 | 1961  | 1971  | 1981  | 1991   | 2013  |
| ---- | ---- | ----- | ----- | ----- | ------ | ----- |
| -    | -    | 1 092 | 1 476 | 2 280 | 3 554, | 6 023 |

|  |

### Communauté locale
En 1991, la communauté locale de Trn comptait 7 770 habitants, répartis de la manière suivante :